# Station Rye
Rye is een spoorwegstation van National Rail in Rother in Engeland. Het station is eigendom van Network Rail en wordt beheerd door Southern. Het station is geopend in 1851.

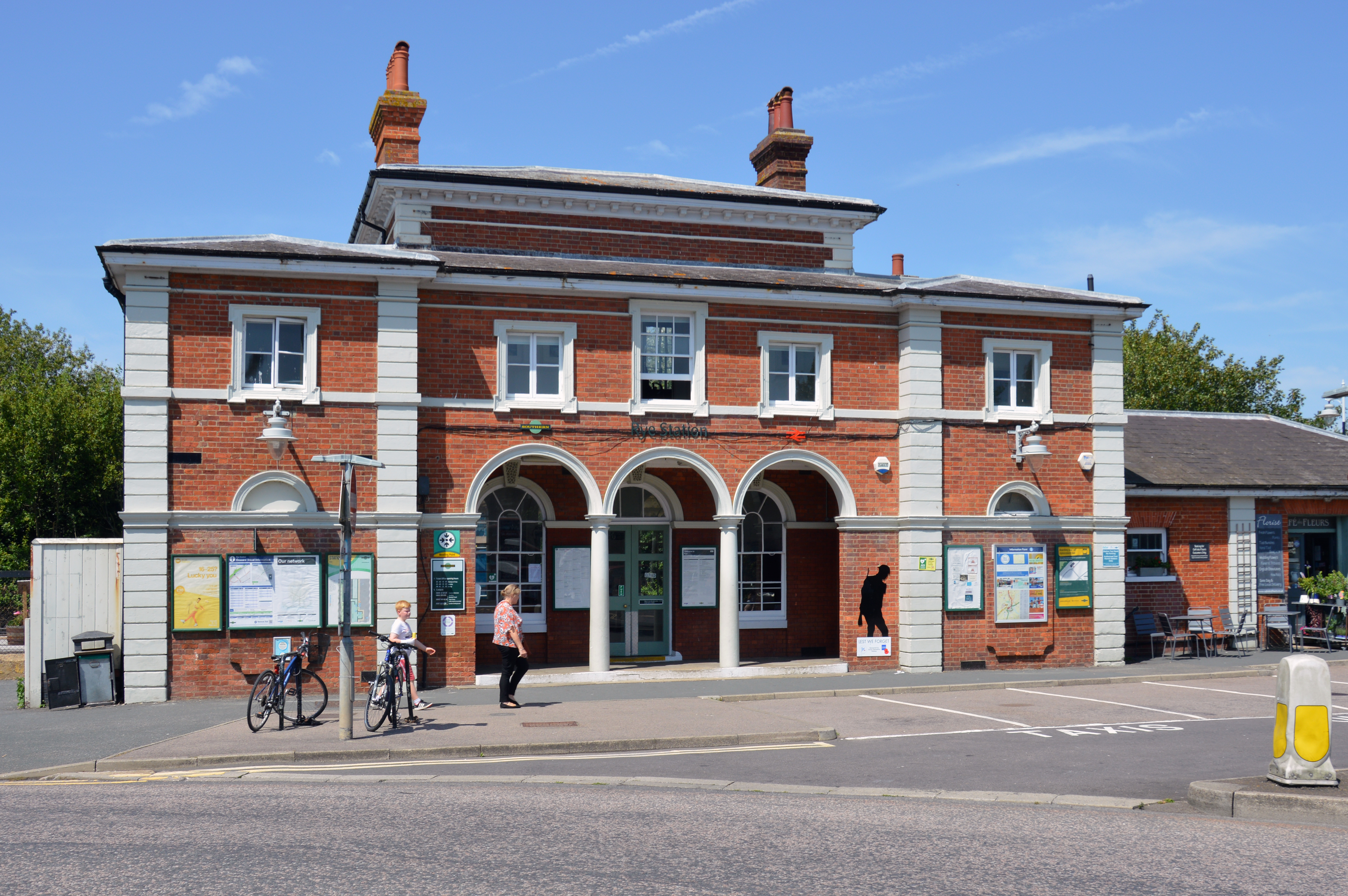
Voorgevel van het spoorwegstation